# Xewkija
Xewkija A Máltai-szigetcsoport részét képező Għawdex (Gozo) sziget negyedik legnagyobb helyi tanácsa. Lakossága 3115 fő (2005). Neve a máltai xewk (bogáncs) szóból ered.

## Története

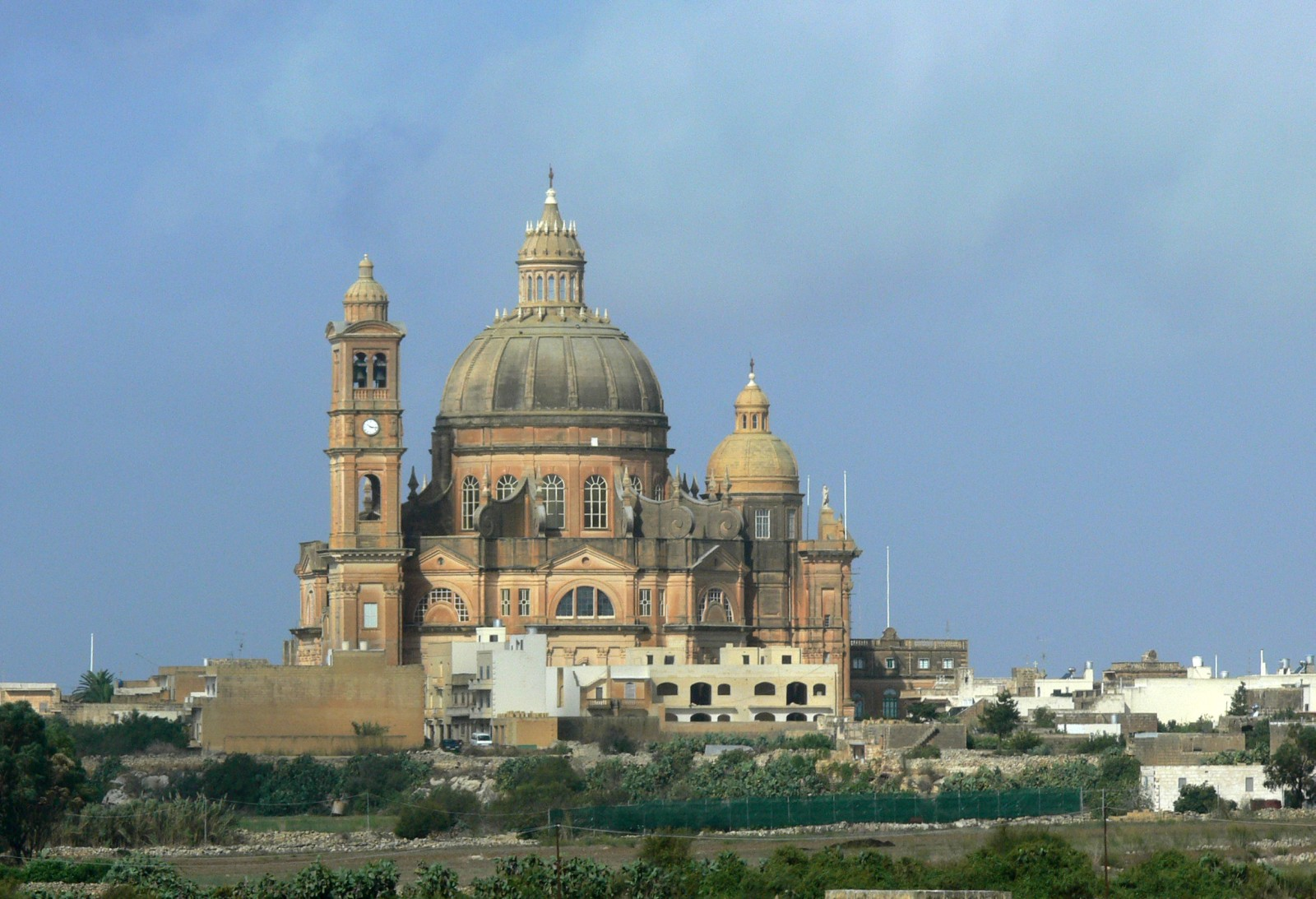
A Rotunda messze kimagaslik Gozo épületei közül

Manwel Magri SJ 1904-es ásatásai neolitikus építmények, feltehetően egy templom nyomait mutatták ki a Rotunda helyén. Kr. e. 700 körül föníciaiak szállták meg a szigetet, Kr.e. 550 és Kr.e. 218 között Karthágó uralta. A rómaiak idején földművesek lakták.
870 körül az arabok elfoglalták a szigeteket, 1045-ből arab feliratos kő maradt fenn a község területén (Majmuna sírköve, ma a rabati Régészeti Múzeumban látható). A szicíliai uralom alatt újra benépesült, de a kalózok állandó fenyegetést jelentettek a lakosságnak. Ez csak a rabati Citadella felújításával enyhült, ekkor viszont törvény kötelezte a gozoiakat, hogy az éjszakát az erődben töltsék. Ezelőtt ugyanis a kalózok és a törökök többször is kifosztották a szigetet. 1487-ben mégis apró települést említenek a környéken. A törvény 1637-es feloldása, és az Mġarr ix-Xini kikötőjét őrző torony megépítése (1658) fellendítette a vidék életét. Giovanni Gourgion lovag, Adrien de Wignacourt nagymester titkára itt építette fel lakhelyét (Gourgion Tower), amely a vidék jellegzetes épülete volt, míg végül 1943-ban lebontották, hogy ne zavarja az épülő repülőteret.
Az 1667-es összeírás Xeuchia néven említi, ekkor 90 háztartásban 403 lakosával a sziget második legnépesebb települése volt. Xewkija Gozo legrégebbi önálló községe, miután 1678-ban kivált az addig egységes gozoi közigazgatásból. Ezt a Rabaton kívüli első önálló plébánia tette lehetővé. 1728-ra készült el a Szent János plébániatemplom, egy része a helyére 1951 és 1978 között épült Rotunda mellett megtekinthető. 1798-ban a francia megszállók elől a lakosság a Chambray erődbe menekült, ám a lovagok feladták az erődöt. A franciák újra egyetlen közigazgatási egységbe vonták a szigetet. Október 28-án sikerült kiűzni a franciákat.
A második világháború idején tizennyolc óvóhelyet ástak a községben. Xewkija 1994 óta Málta 68 helyi tanácsának egyike.

## Önkormányzata
Xewkiját öttagú helyi tanács irányítja. A jelenlegi, hetedik tanács 2013 márciusa óta van hivatalban, 4 munkáspárti és 1 nemzeti párti képviselőből áll.
Polgármesterei:
- Augustine Dingli (1994-1999)
- Mario Camilleri (1999-2002)
- Monica Vella (Munkáspárt, 2002-)

## Nevezetességei

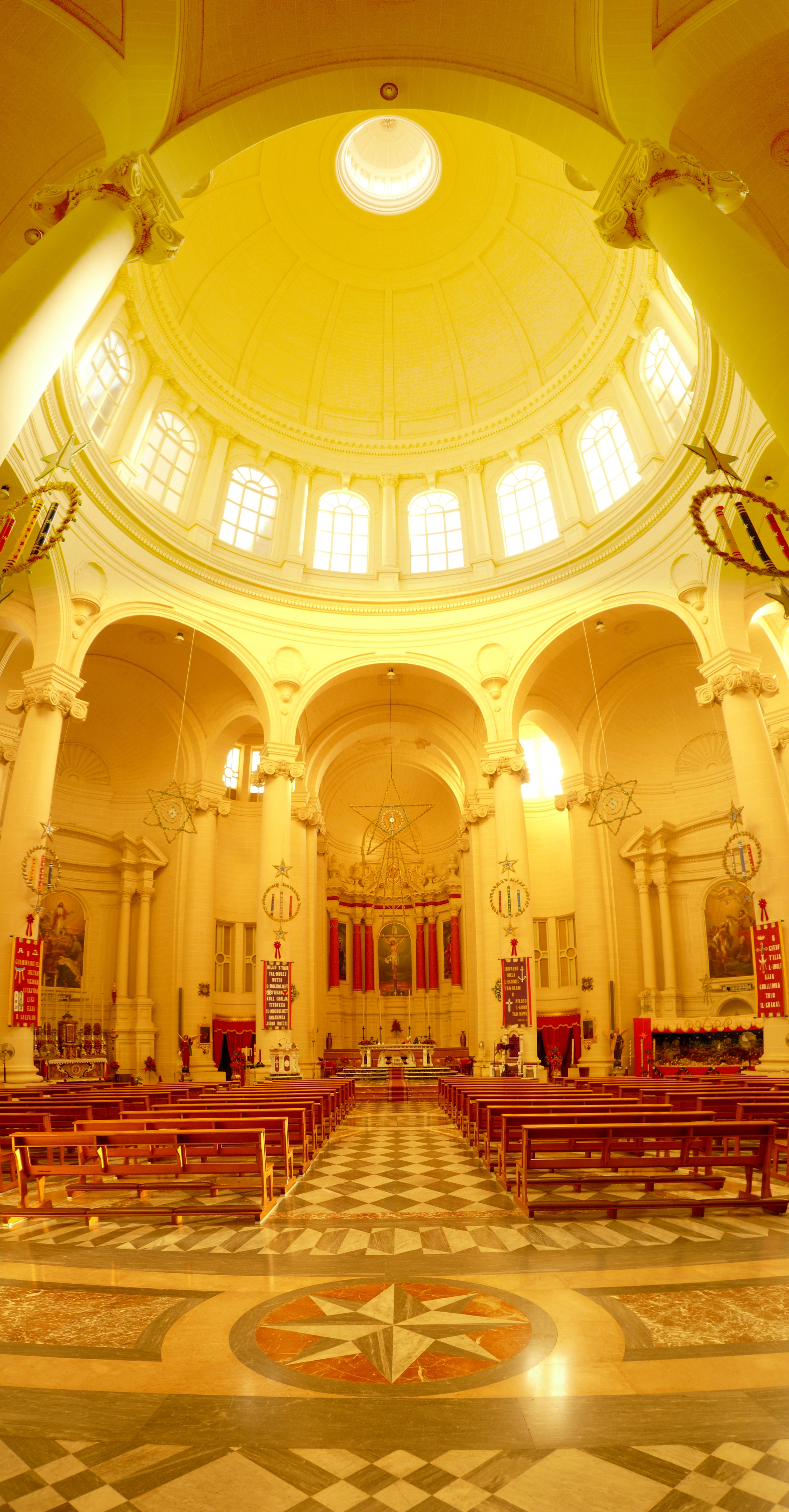
A Rotunda belső tere

### Rotunda
A Keresztelő Szent János plébániatemplom (közismert nevén Rotunda) az egész sziget egyik legfeltűnőbb építménye. Gozo legnagyobb temploma, kupolája már Malta szigetéről látszik. A máltai Giuseppe d'Amato tervei alapján épült egy korábbi templom helyén, amely a Jeruzsálemi Szent János Ispotályos Lovagrend gozoi központja volt. Az építkezés 1951-ben kezdődött, és 1978-ra készült el. 28 méter átmérőjű, 75 méter magas mészkő kupolaszerkezetét nyolc hatalmas betonoszlop tartja.

### Egyéb nevezetességei
- Keréknyomok (cart ruts): Ta' Blinkas, Misraħ Imbert közelében a Hġejjeg Streeten
- A szélmalom, szélirányokhoz tájolt alapjával
- A gozoi labdarúgóstadion
- A University of Malta gozoi intézete
- Napóra (Sundial)
- A Tal-Ħniena kápolnához kötődik a Xewkija szerzetese című legenda.[7]

## Kultúra
Band clubja a Banda Prekursur (1929). Az Għaqda Drammatika Ċentru Parrokkjali (a plébánia színjátszó csoportja) színházi előadásokat tart a plébánia épületében lévő Ġiovanni Theatre-ben.
Egyházi szervezetei:
- Azzjoni Kattolika
- Mária Légió
- M.U.S.E.U.M.

Rádióadója a Radju Prekursur.

## Sport
Itt van a Gozo Football Association székhelye. Labdarúgó-csapata a Xewkija Tigers Football Club (1944): négyszeres gozói bajnok, jelenleg is a gozói első osztályban játszik.

## Közlekedés
Autóbuszjáratai (2018. decemberi adatok):
- 301 (Rabat-Mġarr)
- 302 (Rabat-Xagħra (Ramla))
- 303 (Rabat-Nadur-Mġarr)
- 323 (Rabat-Mġarr)